# Allantoma lineata
Allantoma lineata är en tvåhjärtbladig växtart som beskrevs av John Miers. Allantoma lineata ingår i släktet Allantoma och familjen Lecythidaceae. Inga underarter finns listade i Catalogue of Life.